# Bulbul Sharma
Bulbul Sharma (1952) è una scrittrice e pittrice indiana.

## Biografia
Laureatasi in letteratura russa alla Moscow State University, Bulbul Sharma è una scrittrice  le cui opere sono state tradotte in diverse lingue tra cui l'italiano, il francese e il finlandese. 

## Opere
- Benedette zie (My Sainted Auntes, 1992)
- La donna perfetta (The Perfect Woman, 1994)
- La vendetta della melanzana (Anger of Aubergines, 1997)
- Banana-flower (Banana-flowers Dreams 1999)
- Garam Masala (Eating women. Telling Tales), O barra O edizioni, Milano, 2011
- Il sarto di Giripul (The Tailor of Giripul), O barra O edizioni, Milano, 2014